# Rośliny modyfikowane genetycznie
Rośliny transgeniczne – rośliny, których DNA zostało zmodyfikowane metodami inżynierii genetycznej w celu uzyskania pożądanego efektu fenotypowego.
Najczęściej stosowanymi modyfikacjami są:
- nadawanie odporności na pasożyty danego gatunku (np. kukurydza Bt)
- zwiększanie oporności na niekorzystne warunki środowiska
- umożliwienie syntezy farmaceutyków, szczepionek i innych związków chemicznych.

## Skutki ekonomiczne
Pierwsze rośliny modyfikowane genetycznie zostały posadzone na polach w roku 1994. Była to odmiana genetycznie modyfikowanego pomidora. W roku 1996 powierzchnia upraw roślin transgenicznych osiągnęła 1,66 mln ha. W roku 2011 rośliny transgeniczne uprawiane były na 148 mln ha. Uprawy roślin modyfikowanych genetycznie obejmują przede wszystkim rośliny HT, odporne na herbicyd o szerokim spektrum działania oraz rośliny HR, odporne na szkodniki. Pierwsza grupa obejmuje GM HT soję, GM HT kukurydzę, GM HT bawełnę i w mniejszym stopniu inne rośliny HT takie jak rzepak. W roku 2011 łączny przyrost dochodów rolników uprawiających rośliny HT wyniósł 3,31 mld dolarów amerykańskich. Rośliny HR to przede wszystkim kukurydza Bt i bawełna Bt. Łączny wzrost dochodu rolników uprawiających kukurydzę Bt wyniósł w latach 1996-2011 25,8 mld dolarów a rolników uprawiających bawełnę Bt w tym samym okresie 31,3 mld dolarów. Rośliny GM były uprawiane w 2011 roku przez 15,4 mln rolników z krajów, których takie uprawy są legalne. Wzrost dochodów rolników to głównie efekt oszczędności na chemicznych środkach ochrony roślin w przypadku roślin HR. Wzrost dochodu rolników uprawiających rośliny HT jest kombinacją efektów, spadku kosztów produkcji oraz wzrostu plonów. W roku 2011 51,2% zysków ze stosowania roślin GM przypadało na rolników z krajów rozwijających się.
W roku 2014 wygasł patent na pierwszą zastosowaną rolniczo odmianę GM soi, odporną na glifosat soję firmy Monsanto.